# 萨曼王陵

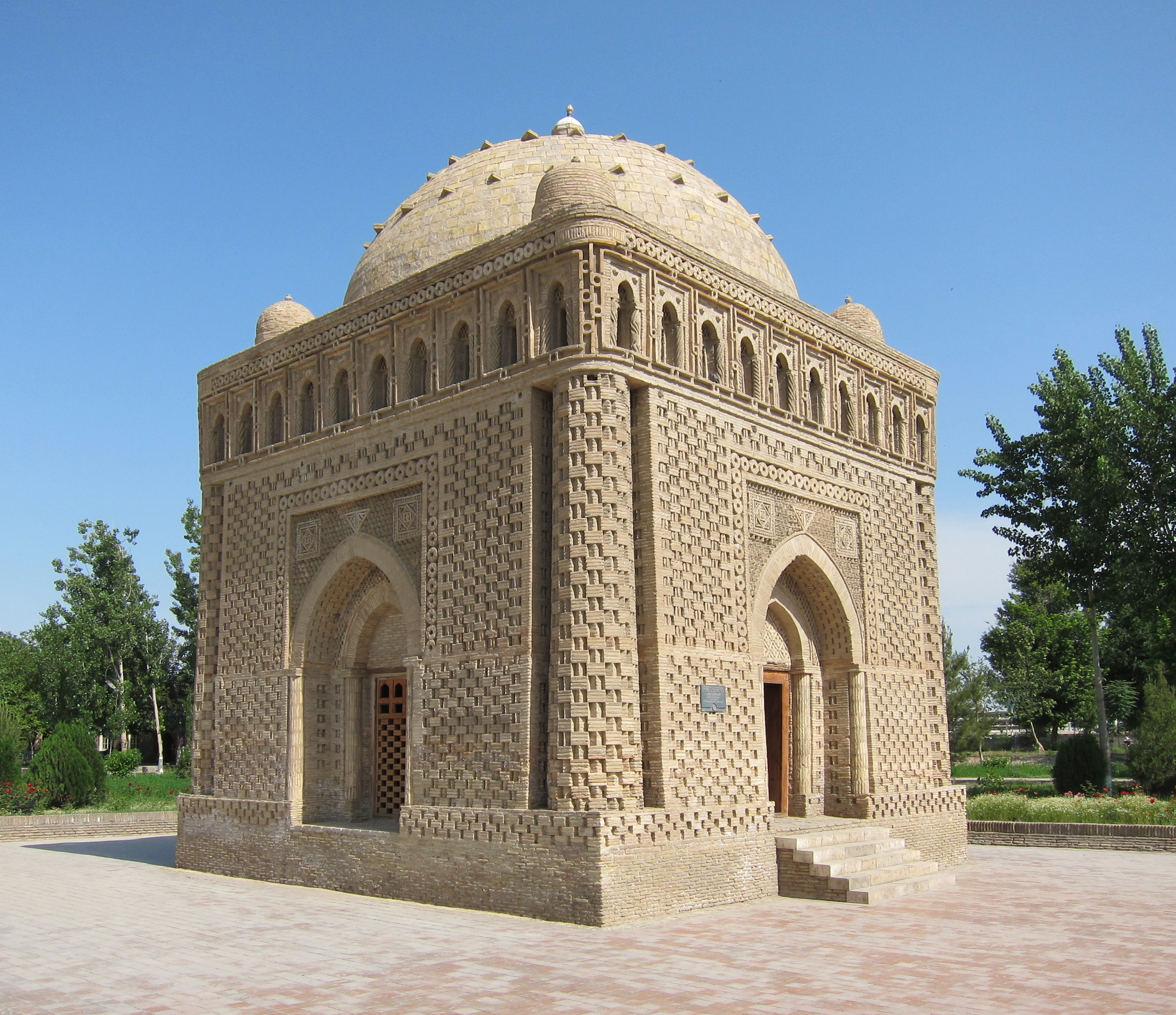
萨曼王陵

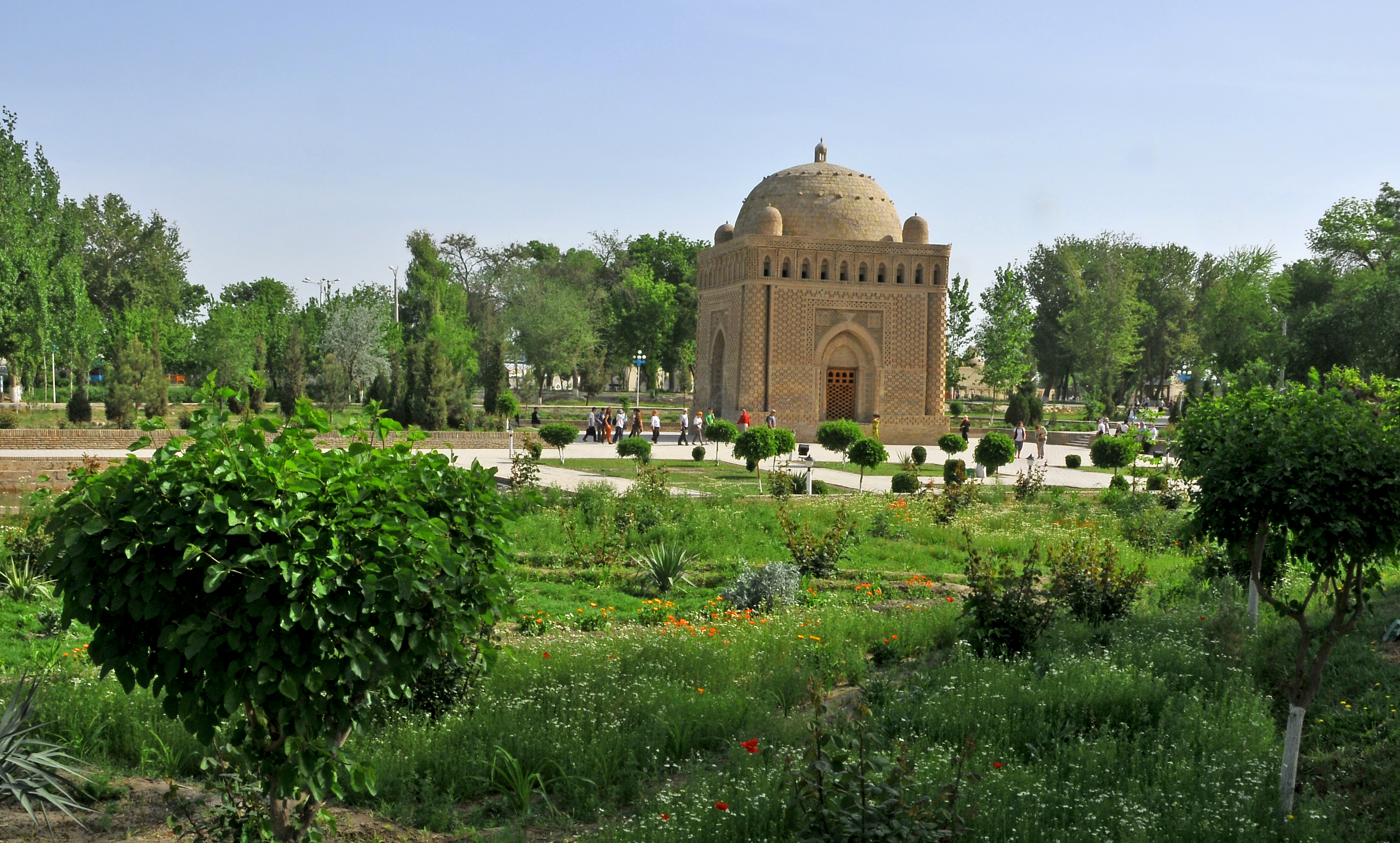
萨曼王陵及其周边

萨曼王陵也称伊斯马仪陵或伊斯马仪萨曼王陵（波斯語：‎），是萨曼王朝君主的陵墓，建于约10世纪左右，位于今乌兹别克斯坦的布哈拉。是中亚地区最古老的伊斯兰建筑。虽然名字带有伊斯玛仪·萨曼尼（892-907年在位）的名字，但是否是他本人或纳斯尔二世（914-943年在位）或是其它萨曼家族成员的陵墓还不清楚。
萨曼王陵的外型類似一個立方體，邊長約9.4米。立方體上方疊加的圓頂直徑約7米。
2016年联合国教科文组织决定将原本的世界遗产布哈拉历史中心扩大，以将萨曼王陵包括在内。
该陵墓首次被勘探是在1924年，其后苏联考古学家瓦西里·拉夫连季耶维奇·维亚特金在1926-1928年间带队进行了发掘，发现陵墓内有数个墓葬，其中之一很可能就是伊斯梅尔·萨马尼的墓葬。
在苏联时代，萨曼王陵是谢尔盖·基洛夫公园的中心。现在萨曼王陵仍是布哈拉主要旅游景点之一。
巴基斯坦国父穆罕默德·阿里·真纳的陵墓便是以萨曼王陵为模仿对象建造的。

## 图集

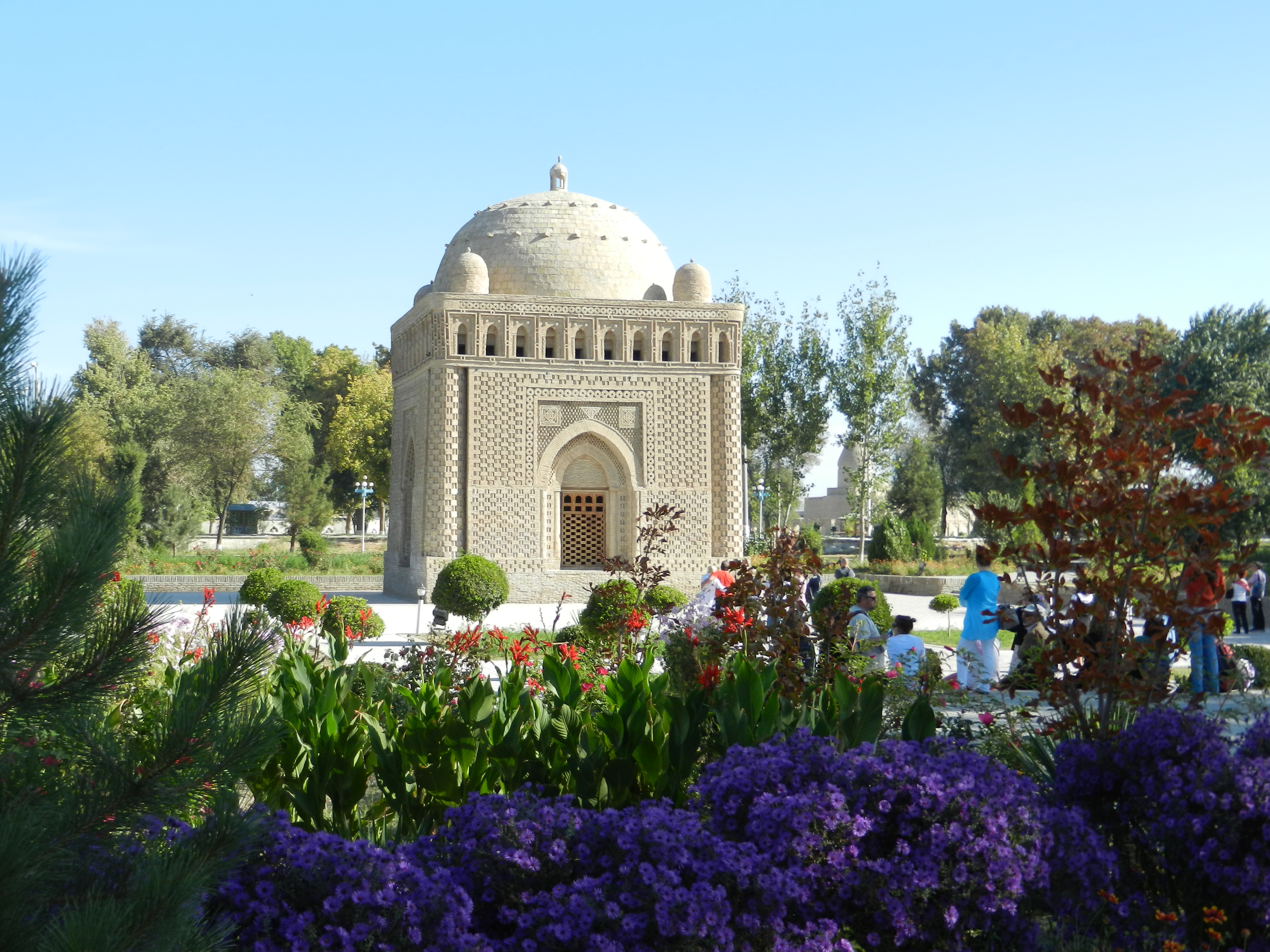
全貌
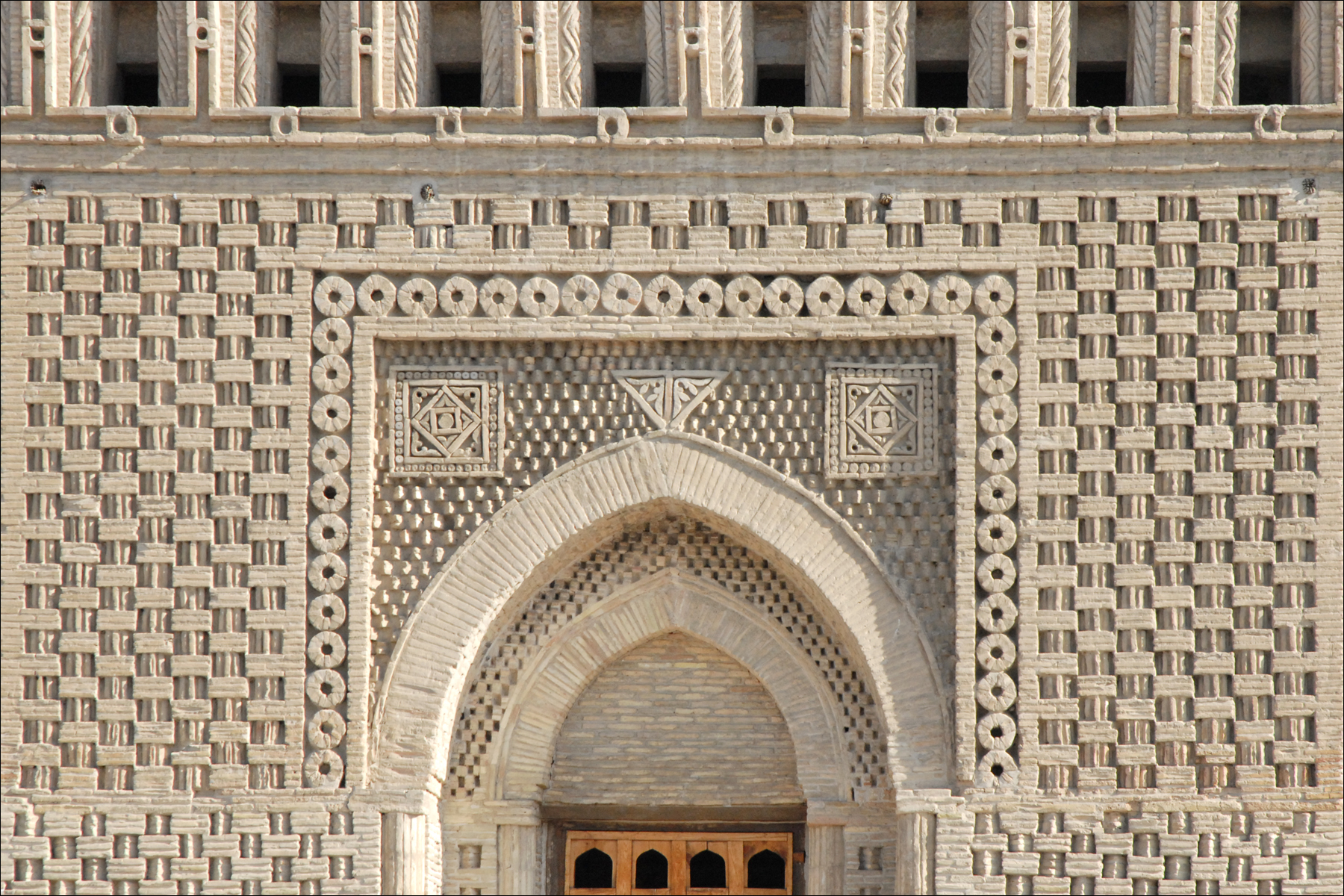
正面
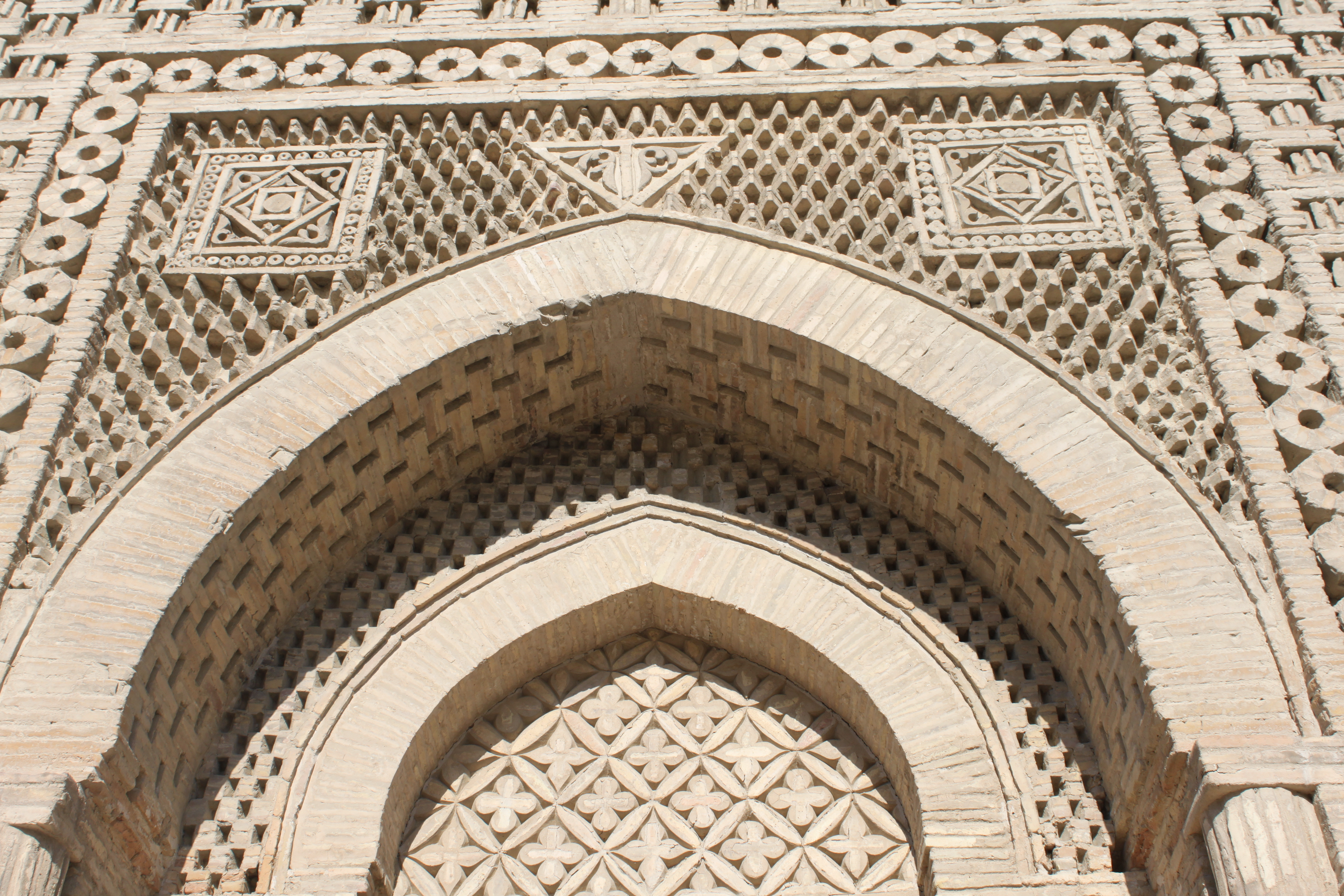
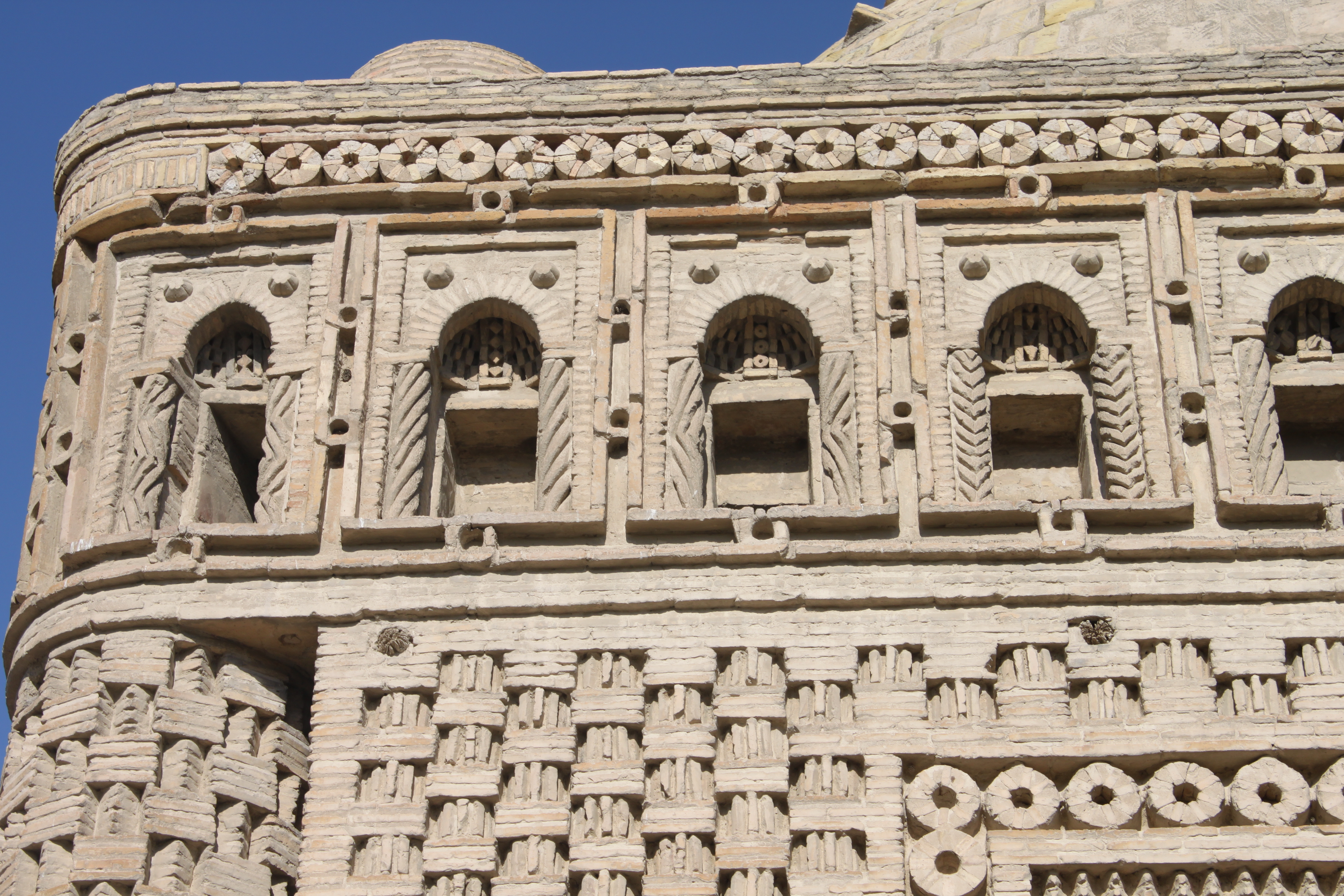
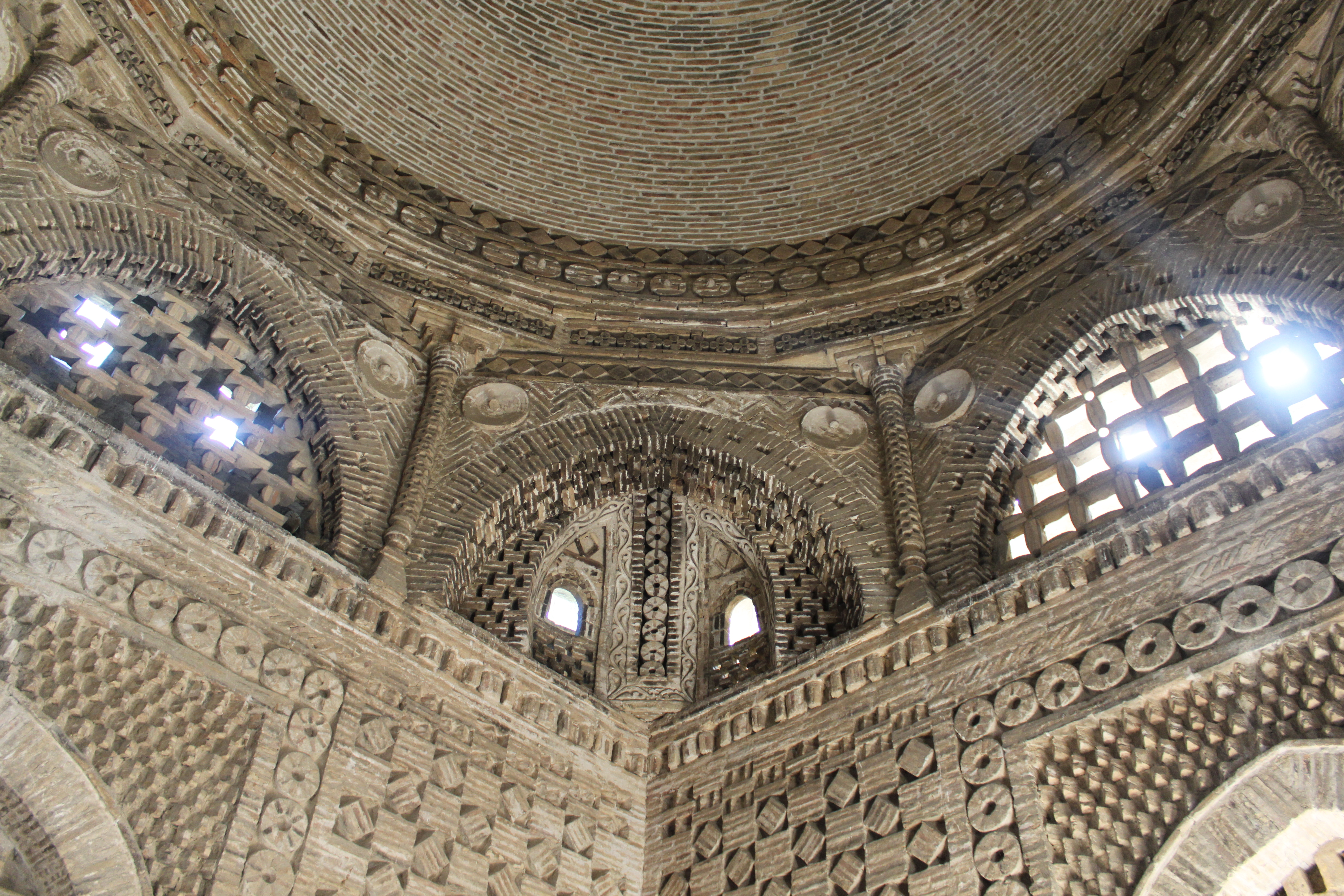
内部